# Vāc
Vāc (devanāgarī, वाच्), sostantivo femminile dal significato di "parola", "voce", o anche "suono"; come nome, identifica la Dea della Parola nel periodo vedico dell'Induismo.

## Vāc, la Parola

Il celebre Gāyatrī mantra scritto in caratteri devanāgarī. L'inno è un'invocazione al dio solare Savitṛ, ed è considerato «madre dei Veda». La Chāndogya Upaniṣad identifica Gāyatrī con la Parola.

Nell'Induismo la parola, intendendo con questa sia la parola orale (o mentale) sia la parola rivelata, la sua genesi, il suo uso e i suoi significati nel linguaggio e nei culti, è sempre stata oggetto di attente speculazioni da parte di tutte le scuole filosofiche. L'importanza della parola è già evidente nel periodo vedico.
Nei Veda, infatti, la parola umana non è considerata alla stregua di un semplice strumento per comunicare: innanzitutto è tramite la parola ("parola" nel senso di "comunicazione" verbale) che è possibile apprendere e diffondere la rivelazione, i Veda stessi cioè. D'altronde, si ricorda, prima che in forma scritta, in India i testi sacri furono tramandati oralmente per generazioni. Ma la parola non è soltanto il mezzo col quale la rivelazione (śruti) diviene accessibile:
(Raimon Panikkar, I Veda. Mantramañjarī, vol. I, p. 120)
Vāc già esisteva sin dal principio: fu la prima manifestazione dell'Assoluto, ed è proprio nella Parola che Dio e l'uomo si incontrano. Vāc è colei che nacque per prima al dischiudersi di Brahman (l'Essere e il Non-essere), e che ora dimora in tutto il genere umano, come questo passo dell'Atharvaveda recita:
(Atharvavedasaṃhitā IV, 1-2; citato in Raimon Panikkar, I Veda. Mantramañjarī, vol. I, p. 142)
Secondo la tradizione, i ṛṣi, cioè i saggi che per primi cantarono le strofe dei Veda, lo fecero in uno stato di ispirazione nel quale videro i versi stessi, difatti uno dei significati attribuiti al termine ṛṣi è "veggente".
Nella saṃhitā del Ṛgveda l'inno dedicato a Vāc è uno dei più splendidi fra tutti quelli dedicati al principio femminile:
(Ṛgvedasaṃhitā X, 125, 1-4; citato in Raimon Panikkar, I Veda. Mantramañjarī, vol. I, pp. 130)

## Vāc nei Brāhmaṇa
Nei Brāhmaṇa, i testi religiosi in prosa che seguirono le saṃhitā dei Veda, la parola si riveste di significati ancora più pregnanti, acquistando quasi un potere magico, ma al contempo comincia a perdere la sua autorità, incalzata da manas, la mente. È un vero e proprio conflitto per la supremazia quello che sorge fra Mente e Parola, fra pensiero meditativo e formula orale, fra parola interiore e parola pronunciata. Se da un lato vediamo che Vāc, la Dea, diviene così importante da identificarsi col sacrificio, da diventare la consorte di Prajapati, il Creatore nella letteratura dei Brāhmaṇa, dall'altro manas, il pensiero che si svolge nell'intimo dell'uomo, si propone come mezzo per il divino.
Questo passo del Tāṇḍya Mahā Brāhmaṇa (uno dei Brāhmaṇa più antichi) anticipa l'incipit del Vangelo secondo Giovanni e mette in evidenza il ruolo primario della Parola nella creazione del mondo:
(Tāṇḍya Mahā Brāhmaṇa, XX, 14, 2; citato in Raimon Panikkar, I Veda. Mantramañjarī, vol. I, p. 145)
In quest'altro del Śatapatha Brāhmaṇa è possibile invece cogliere il conflitto fra Mente e Parola:
(Śatapatha Brāhmaṇa X, 5, 3, 1-5; citato in Raimon Panikkar, I Veda. Mantramañjarī, vol. I, p. 146)

## Vāc nelle Upaniṣad
Nelle Upaniṣad, i commenti di natura filosofica in parte contemporanei, in parte successivi ai Brāhmaṇa, dove l'attenzione è ormai spostata verso la realizzazione individuale, dove il rito e la liturgia hanno perso la loro importanza primaria, Vāc non può più assicurare la mediazione verso il divino, anzi proprio perché si colloca fra l'uomo e Dio, diventa ostacolo. L'interesse è tutto verso Chi rende manifesta la Parola:
(Bṛhadāraṇyaka Upaniṣad III, 7, 17; ; citato in Raimon Panikkar, I Veda. Mantramañjarī, vol. I, p. 150)
Con le Upaniṣad lo storico conflitto fra Mente e Parola si chiude a favore della prima:
(Chāndogya Upaniṣad 7, 3, 1; citato in Roberto Calasso, L'ardore, Op. cit., pp. 153-154)
E il saggista Roberto Calasso così commenta:
(Roberto Calasso, L'ardore, Op. cit., p. 153)
Nel periodo post-vedico, la Dea Vāc verrà assimilata nella Dea della Sapienza, Sarasvatī.

## Grammatica e teologia
La grammatica in India ha origini molto antiche: Pāṇini, vissuto nel V secolo BCE, elaborò una grammatica descrittiva analitica della lingua sanscrita, la Aṣṭādhyāyī, che tuttora resta insuperata. Un millennio più tardi, Bhartṛari, ritenuto uno dei maggiori pensatori nella scuola dei grammatici, stabilì legami fra la grammatica e la teologia.
Secondo Bhartṛari, la grammatica è essa stessa un cammino che può condurre alla liberazione, cioè all'affrancamento dal ciclo delle rinascite: il brahman, l'assoluto, è accessibile attraverso lo studio e la comprensione delle forme corrette del linguaggio, tramite cioè un processo che egli chiamò di purificazione della parola, identificando così  realtà assoluta e linguaggio. Il linguista usa il termine śabdabrahman per riferirsi all'assoluto, termine che può tradursi con "suono assoluto" o "parola assoluta".

## La parola nei Tantra
Nei culti tantrici la parola ritrova la sua importanza fino a rivestire un ruolo capitale:
(André Padoux, Tantra, Op. cit., p.128)
Si tratta però di una "parola" differente da quella vedica, parola essenzialmente liturgica che fungeva da ponte verso il divino, finendosi per identificare col divino stesso. Quando si parla di "parola" nei Tantra ci si intende riferire non soltanto all'esclamazione delle formule sacrificali, alle invocazioni, ai Mantra in genere: la divinità della parola si rivela già al livello più elementare, quello dei singoli fonemi dell'alfabeto sanscrito. Nella tradizione śivaita non dualista ciascuno dei cinquanta fonemi, da A a KṢ, corrisponde a un diverso aspetto della potenza creatrice del divino. Śiva possiede in sé, in forma archetipica, l'alfabeto sanscrito, e tramite un processo detto di "emanazione fonematica" rende manifesti tutti gli aspetti del cosmo.
La parola tantrica è dunque portatrice di significati cosmici: comprendere la parola, cioè i fonemi, cosa questi significhino e come si articolino per dare luogo a suoni più complessi fino al linguaggio, vuol dire comprendere il divino, così come il divino stesso può essere riconosciuto nella parola e nei suoi costituenti: Metafisica e grammatica si sovrappongono:
(Louis Renou, citato in André Padoux, Tantra, Op. cit., p. 129)
L'emanazione fonematica è un processo sempre attivo, fuori dal tempo, che si dispiega in modo simile a quello dell'emanazione cosmica, esplicata, quest'ultima, dallo Śivaismo non dualista in 36 stadi, i 36 tattva. Il processo di emanazione fonematica è descritto nei dettagli da Abhinavagupta nel III capitolo del suo Tantrāloka.

### Il processo di creazione della parola umana
Secondo lo Yoga, la parola può essere pronunciata (o anche pensata o immaginata) soltanto perché essa esiste in un livello più remoto del comune parlare. Niente è creato dal nulla secondo il pensiero hindu, nemmeno la parola, e tutte le parole già esistono nella Coscienza Suprema sotto forma di Parola Suprema, detta Parā.
Dalla parola suprema nasce un movimento verso l'espressione che dà luogo a paśyantī, il primo stadio della parola, la parola allo stato di "veggente". Veggente perché paśyantī è parola nella coscienza che appare come desiderio di rendersi manifesta, come visione ancora inespressa. Non si deve però confondere, fa notare lo studioso André Padoux, la "parola" in questo stadio con il concetto occidentale di "idea", concetto estraneo al pensiero indiano: l'uomo non pensa per idee traducendole poi in parole, in lui è la Parola a rendersi manifesta per emanazione divina.
A paśyantī segue la parola intermedia, madhyamā, parola nella quale il soggetto parlante e l'oggetto in nuce sono già distinti ma ancora uniti e in equilibrio fra loro: è il linguaggio interiore non ancora discorsivo. Da madhyamā segue infine, sempre per emanazione successiva, la parola esteriore, vaikhrī: soggetto e oggetto appaiono ora separati, è il pensiero discorsivo, o il parlare comunemente inteso.

### I mantra
I mantra esistevano già nell'epoca vedica: erano gli inni delle saṃhitā dei Veda recitati dal bramino durante la liturgia. Nei culti tantrici il mantra diventa una forma espressiva densa di significati, utile a chiunque non soltanto per invocare la divinità, ma anche in altre occasioni, in apparenza più profane. È infatti proprio nell'ambito del tantrismo (sia induista sia buddista) che i mantra assumono quell'importanza che oggi è dato di vedere nell'Induismo: l'uso attuale dei mantra è essenzialmente tantrico, non vedico e nemmeno post-vedico.
Da un punto di vista occidentale il mantra può apparire come una formula magica, come cioè una particolare successione di parole, o vocalizzazioni, che posseggono il potere di agire su oggetti, eventi o persone. I mantra sono in realtà la forma fonica delle divinità.
Nelle pratiche rituali un mantra è visualizzato interiormente, e ciò equivale a visualizzare quella divinità di cui il mantra è l'essenza. L'enunciazione (uccāra) di un mantra è dunque concepita come vissuta nel proprio corpo, in una precisa corrispondenza fra l'umano e il divino. La ripetizione (japa) di uno stesso mantra può condurre a uno stato di grazia, perché i singoli fonemi che lo compongono, già di per sé stessi potenti (nel senso di portatori di energia divina), riescono a costruire una realtà di ordine metafisico che conduce alla liberazione.